# Hermann Gundersheimer
Hermann Samuel Gundersheimer (* 25. April 1903 in Würzburg; † 14. Mai 2004 in Philadelphia) war ein deutschamerikanischer Kunsthistoriker.

## Leben
Hermann Gundersheimer war der Sohn eines Weinhändlers. Er studierte von 1923 bis 1926 an den Universitäten Berlin, München und Leipzig und wurde 1926 bei Wilhelm Pinder in Leipzig mit einer Dissertation über den Freskenmaler Matthäus Günther promoviert. Von 1927 bis 1928 war er Assistent am Museum Ulm, 1928 bis 1928 Berater für die Kunsthandlung E. Cassirer in Berlin, von 1930 bis 1933 Assistent am Kunstgewerbemuseum in Frankfurt am Main und wurde am 28. März 1933 als „Nichtarier“ entlassen. Daraufhin war er von 1933 bis 1939 Kurator des privaten Museums für jüdische Altertümer in Frankfurt am Main. Dort arbeitete er mit Guido Schoenberger zusammen, mit dem er auch Artikel zur jüdischen Kunstgeschichte veröffentlichte. Zudem war er langjähriger Hauptschriftleiter des Gemeindeblatts der Israelitischen Gemeinde.
Gundersheimer wohnte ab 1930 in Frankfurt. 1935 heiratete er Frieda Siegel (1910–2004), die ebenfalls aus einer Familie von Weinhändlern stammte. 1937 bekamen sie einen Sohn, den späteren Historiker und Hochschullehrer Werner Leonard Gundersheimer.
1939 emigrierte Gundersheimer mit seiner Familie zunächst nach England, 1940 in die USA. Sie waren nach der Ankunft mittellos, da ihr für den Schiffstransport vorbereitetes Eigentum von der Gestapo beschlagnahmt worden war. Ab 1941 lehrte Gundersheimer Kunstgeschichte an der Temple University in Philadelphia und wurde dort 1947 Full Professor. 1971 trat er in den Ruhestand.
Gundersheimer kehrte nach Ende des Zweiten Weltkrieges mehrfach nach Frankfurt zurück, unter anderem um Entschädigung zu beantragen. 1988 hielt er bei der Eröffnung der ersten Wechselausstellung des neu gegründeten Jüdischen Museums Frankfurt einen Vortrag über die ehemalige Sammlung des Museums jüdischer Altertümer.  2004 starb er in Philadelphia. Am Standort seines heute nicht mehr existierenden Wohnhauses in der Leerbachstraße 27 in Frankfurt-Westend wurden 2024 Stolpersteine für ihn, seine Frau und ihren Sohn verlegt.

## Veröffentlichungen (Auswahl)
- Matthäus Günther. Die Freskomalerei im süddeutschen Kirchenbau des 18. Jahrhunderts. Filser, Augsburg 1930 (Dissertation).
- mit Guido Schönberger: Frankfurter Chanukkaleuchter in Silber und Zinn (= Notizblatt der Gesellschaft zur Erforschung jüdischer Kunstdenkmäler 34). Frankfurt 1937.